# UFC 138
UFC 138: Leben vs. Munoz É um evento de artes marciais mistas promovido pelo  Ultimate Fighting Championship, foi realizado em 05 de novembro de 2011 na LG Arena em Birmingham, Inglaterra.

## Bônus da Noite
- Luta da Noite (Fight of the Night):  Brad Pickett vs.  Renan Barão
- Nocaute da Noite (Knockout of the Night):  Che Mills
- Finalização da Noite (Submission of the Night):  Terry Etim